# Sieb (Dahme/Mark)
Sieb ist ein Ortsteil der Stadt Dahme/Mark im Landkreis Teltow-Fläming in Brandenburg.
Der Ort, ein ehemaliges Vorwerk und Gut, liegt östlich der Kernstadt von Dahme/Mark an der B 102 inmitten eines Wald- und Heidegebietes, das zum Wandern einlädt.
Im Jahr 1727 wurde der Ort erstmals schriftlich erwähnt.

## Sehenswürdigkeiten

### Baudenkmale
In der Liste der Baudenkmale in Dahme/Mark ist für Sieb ein Baudenkmal aufgeführt:
- ein Grenzstein an der B 102